# Erwin Josef Ender
Erwin Josef Ender (ur. 7 września 1937 w Kamiennej w powiecie kłodzkim, zm. 19 grudnia 2022 w Rzymie) – niemiecki duchowny rzymskokatolicki, arcybiskup tytularny, dyplomata watykański w latach 1990–2007.

## Życiorys
Erwin Josef spędził dzieciństwo na ziemi kłodzkiej. Po wysiedleniu w 1945 zamieszkał z rodziną w Lüdinghausen, Nadrenia Północna-Westfalia. Po maturze rozpoczął studia filozofii i teologii katolickiej na Westfalskim Uniwersytecie Wilhelma w Münsterze, później na Papieskim Uniwersytecie Gregoriańskim w Rzymie, gdzie był alumnem Collegium Germanicum.
10 października 1965 otrzymał święcenia kapłańskie z rąk kardynała Juliusa Döpfnera i został inkardynowany do diecezji Münster. W 1972 rozpoczął przygotowanie do służby dyplomatycznej na Papieskiej Akademii Kościelnej.
15 marca 1990 został mianowany przez Jana Pawła II pro-nuncjuszem apostolskim w Sudanie oraz arcybiskupem tytularnym Germania in Numidia. Sakry biskupiej udzielił mu 5 kwietnia 1990 sam papież. Od 1992 był również delegatem Stolicy Apostolskiej w Somalii. Następnie 9 lipca 1997 został przedstawicielem Watykanu w krajach nadbałtyckich: na Litwie, Łotwie i w Estonii. Miesiąc później został również administratorem apostolskim Estonii. 19 maja 2001 został przeniesiony na urząd nuncjusza apostolskiego w Czechach. W latach 2003–2007 pełnił funkcję nuncjusza w Niemczech. 15 października 2007 zrezygnował z pełnionego urzędu, a jego następcą na tym stanowisku został arcybiskup Jean-Claude Périsset.
W 2009 papież Benedykt XVI ustanowił go członkiem Kongregacji ds. Ewangelizacji Narodów.